# Gaston-Henri-Gustave Billotte
Gaston-Henri-Gustave Billotte, francoski general, * 10. februar 1875, † 23. maj 1940.

## Življenjepis
Leta 1940 je bil poveljnik 1. armadne skupine, ki se je bojevala v severni Franciji. Umrl je v avtomobilski nesreči.